# Izomeria wiązaniowa
Izomeria wiązaniowa – rodzaj izomerii strukturalnej występujący w związkach kompleksowych, w których ligand może łączyć się z atomem centralnym na więcej niż jeden sposób (tzw. ligand ambidentny). Zjawisko to zachodzi, gdy ligandy mają wolne pary elektronowe na swoich atomach. Izomeria wiązaniowa po raz pierwszy została opisana przez Sophusa Madsa Jørgensena w 1894 roku.

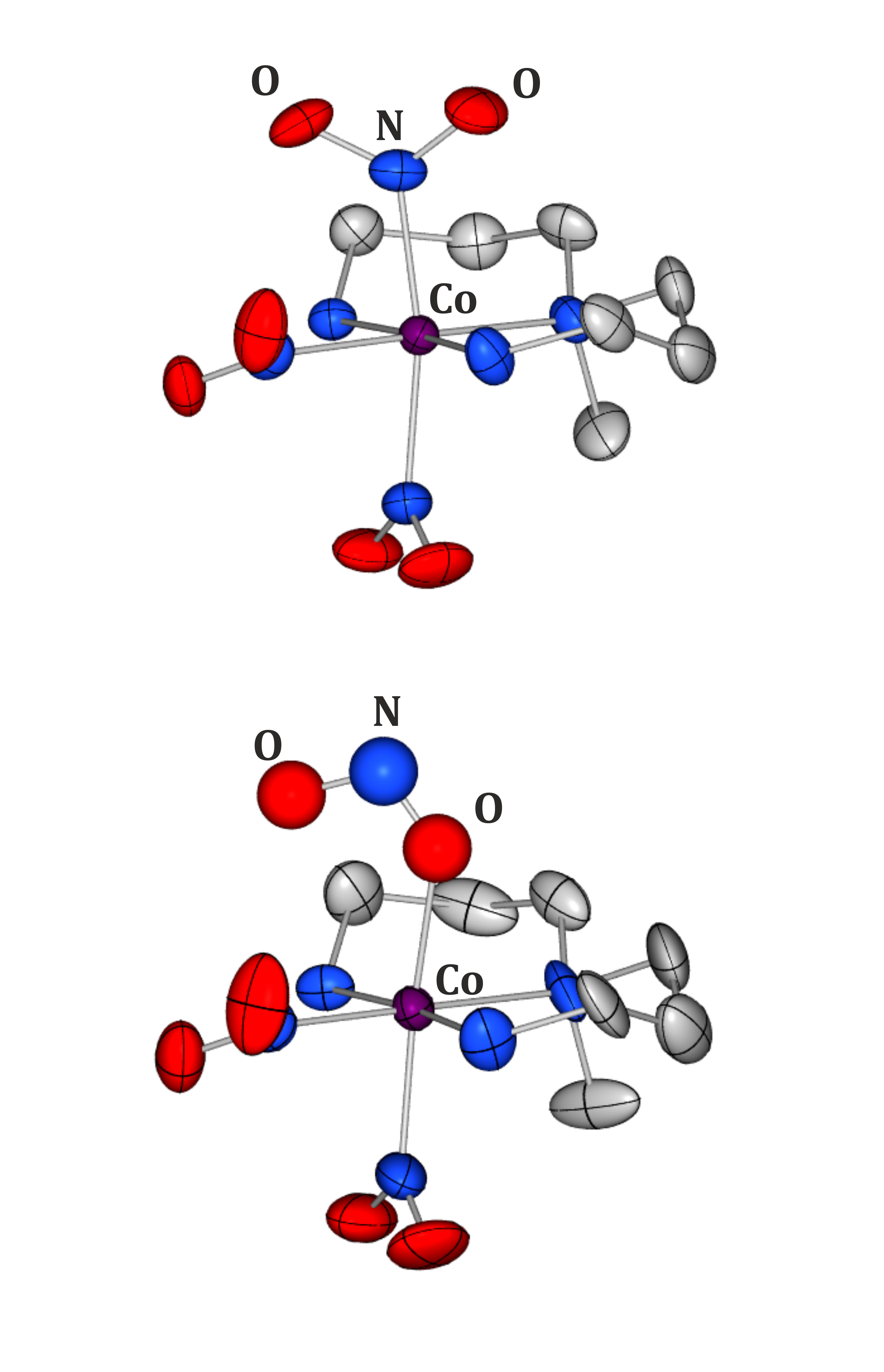
Przykład izomerii wiązaniowej grupy nitrowej w związku kompleksowym kobaltu. Struktury zostały potwierdzone za pomocą monokrystalograficznej dyfrakcji rentgenowskiej

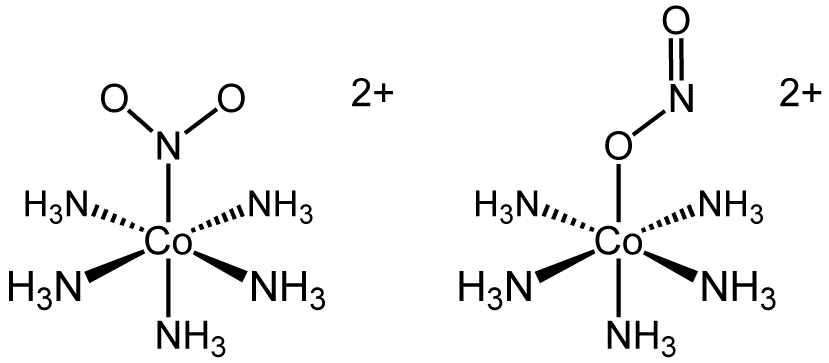
Przykład izomerii wiązaniowej grupy nitrowej w kompleksie [Co(NH3)5(NO2)](2+)

## Przykłady ligandów ambidentnych
Ligand nitrozylowy −NO
Ligand nitrozylowy może łączyć się z centrum metalicznym na trzy sposoby:
Ligand nitrowy −NO
2
Ligand nitrowy ma dziewięć możliwych połączeń z metalem centralnym lub dwoma atomami metalu centralnego:
Cząsteczka dwutlenku siarki −SO
2
Cząsteczka dwutlenku siarki ma możliwość tworzenia ośmiu różnych połączeń z metalem centralnym:

## Reakcje izomerii wiązaniowej
Związki kompleksowe zawierające ligandy ambidentne mogą przechodzić w swoje izomery wiązaniowe za pomocą reakcji w roztworach, jak i w ciele stałym.
Głównymi sposobami wywoływania reakcji izomerii wiązaniowej w roztworach są podgrzewanie w roztworze lub zmiany pH. Można je śledzić wykorzystując metody spektrofotometryczne.
Natomiast w ciele stałym wywołuje się je poprzez naświetlanie, zmiany ciśnienia lub temperatury. Zachodzenie tych reakcji bada się najczęściej za pomocą spektroskopii w podczerwieni i UV-Vis w ciele stałym, a także za pomocą metod krystalograficznych. Te ostatnie mają przewagę nad pozostałymi, ponieważ pozwalają śledzić zmiany z rozdzielczością atomową, co znaczy, że można dokładnie określić połączenie i ułożenie w przestrzeni atomów ligandu ambidentnego.

## Zastosowania izomerów wiązaniowych
Izomery wiązaniowe tego samego związku chemicznego mogą różnić się między sobą właściwościami fizycznymi, takimi jak przewodnictwo, gęstość czy kolor. Dzięki temu mogą znaleźć zastosowanie w różnych gałęziach przemysłu. Zmiany koloru i przewodnictwa pozwalają na wykorzystanie takich związków kompleksowych w technologiach smart glass – szkle zmieniającym kolor pod wpływem wybranego czynnika, na przykład po przyłożeniu zadanego napięcia. Takie związki mogą również znaleźć zastosowanie w fotowoltaice – stosunkowo niskie koszty ich wyprodukowania czynią je konkurencyjnymi do drogich ogniw opartych na waflach krzemowych. Cząsteczki z ligandami występującymi tylko w dwóch formach mogą zostać wykorzystane w optoelektronice, reprezentując informacje w systemie binarnym.